# Los peligros de fumar en la cama
Los peligros de fumar en la cama es una colección de cuentos de la escritora argentina Mariana Enriquez. La colección se publicó por primera vez en Argentina en 2009 y fue reeditada en 2017 por la editorial Anagrama.El libro cuenta con 54 ediciones y ha sido traducido a más de 16 idiomas, fue traducido al inglés en 2021 por Megan McDowell y publicado por el sello Hogarth Books.

## Contenido
La obra se compone de doce cuentos que fusionan lo cotidiano con lo macabro, explorando los miedos y obsesiones presentes en la sociedad argentina contemporánea. Los relatos abordan diversas temáticas, desde lo sobrenatural hasta lo visceral. Por ejemplo, en "El desentierro de la angelita", una niña descubre los restos de una hermana de su abuela enterrados en el jardín familiar, lo que desencadena eventos inquietantes. En "La Virgen de la tosquera", un grupo de adolescentes experimenta una mezcla de envidia y odio hacia una amiga mayor, llevando la situación a un desenlace perturbador. "Carrito" revisita el arquetipo del extraño en el vecindario, centrándose en la indiferencia y la insolidaridad de la comunidad ante la violencia. A lo largo de la colección, Enríquez utiliza elementos tradicionales del terror, como fantasmas y rituales, pero siempre con un enfoque contemporáneo y local. Allí la autora explora la ciudad, los traumas, la violencia, la pobreza, todos relatos con fuerte presencia femenina.

## Recepción
La traducción de 2021 de la obra de Enriquez, a cargo de Megan McDowell, fue recibida con entusiasmo por el público estadounidense. Numerosos críticos elogiaron la capacidad de la autora para construir escenas perturbadoras y plasmar imágenes impactantes.
El libro fue parte de la competición de la lista corta del Premio Booker Internacional 2021 dándole notoriedad internacional a la escritora, nominándola al Premio Kirkus el mismo año. En 2022 fue nominada al Premio Ray Bradbury y fue finalista en la categoría ficción de Los Ángeles Times Book Prize. 
El escritor japonés Kazuo Ishiguro, Premio Nobel de Literatura, elogió a la escritora en un artículo publicado en The Guardian tras leer su libro de cuentos.